# Trenton, Ontario
Trenton är en ort i Kanada.   Den ligger i provinsen Ontario, i den sydöstra delen av landet, 210 km sydväst om huvudstaden Ottawa. Trenton ligger 79 meter över havet och antalet invånare är 19 374. Det finns en flygplats nära orten.
Terrängen runt Trenton är platt. Närmaste större samhälle är Belleville, 17,2 km öster om Trenton. 
Runt Trenton är det ganska glesbefolkat, med 27 invånare per kvadratkilometer.